# Sébastien Bouin
Pour l’article homonyme, voir Bouin.
Pas d'image ? Cliquez ici
Sébastien Bouin, surnommé Seb Bouin, né le 7 avril 1993 à Draguignan, est un grimpeur français, faisant partie des meilleurs grimpeurs mondiaux pour l'escalade sportive en falaise.
Peu actif sur le circuit des compétitions, Sébastien Bouin s'est distingué en falaise par la réalisation de voies extrêmement difficiles (neuvième degré). Il fait notamment partie de la dizaine de grimpeurs mondiaux (2015) ayant atteint le niveau 9b, en réalisant Chilam Balam et des trois ayant atteint le niveau 9c (avec Adam Ondra et Jakob Schubert), en ouvrant « DNA ».

## Biographie
Sébastien Bouin commence à grimper à l'âge de 11-12 ans, il se découvre alors une passion pour le sport ainsi qu'un rêve : celui de grimpeur professionnel.
En 2015, alors que Sébastien Bouin obtient son diplôme de professeur d'éducation physique, il réalise la troisième ascension (après Bernabé Fernandez et Adam Ondra) de Chilam Balam (9b). La voie située à Villanueva del Rosario (Andalousie) lui aura coûté deux séjours : après être tombé à une prise du relais lors du premier, il abandonne les championnats de France en se lançant dans un deuxième séjour.
En 2019, il réalise dans le même été deux 9b+. Le 17 juin : Move (9b+), projet de 4 ans. Le 5 septembre : La Rage d'Adam (9b+) (projet de 5 ans).

### DNA
Au printemps 2022, il libère son projet DNA, une voie d'environ 50 m dans la baume de la Ramirole (en rive gauche des gorges du Verdon), pour un dévers moyen de 50°. Découverte et équipée par lui-même durant l'été 2019, il en réalise le premier enchaînement le 29 avril 2022,,,, après plus de 250 essais répartis sur 200 jours. La voie est constituée d'un premier 8c sur 5 dégaines, suivi d'un repos et d'une section moins soutenue. Suivent 2 pas de bloc en 8A et 8A+, respectivement dynamique et physique. Enfin, un dernier repos précède une section finale en 8c+.
Il nomme cette voie DNA et propose la cotation de 9c, ce qui en fait la troisième voie proposée pour ce niveau de difficulté après Silence à Flatanger (réalisée en 2017 par Adam Ondra) et Bibliographie (réalisée par Alex Megos, mais décotée en 2022 à 9b+ par Stefano Ghisolfi),, et la troisième encore cotée à ce niveau avec B.I.G. à Flatanger (réalisée par Jakob Schubert en 2023).

## Réalisations notables

### 9a
- Casi Mono, Première ascension, Luberon, 5 mars 2011[16]
- PPP, Première répétition, Verdon, 5 mai 2011[17],[18]
- Era Bella, Margalef, 23 décembre 2011[19],[20]
- La Prophétie des Grenouilles, Le rocher des Brunes au Fournel, 8 mai 2012[21]
- SanKuKaï, 30 juin 2012[22]
- Abyss, Gorges du Loup, 17 septembre 2012[23]
- Trip Tik Tonik, 10 octobre 2012[24]
- Hughs, 2021, Première répétition, Les Eaux Claires[25]
- Akira, 2021, Première répétition et décote de 9b à 9a, Vilhonneur [25]
- De l'autre côté du ciel, Première répétition, Les Eaux Claires[25]

### 9a/+
- Le Complexe du Playboy, Luberon, 18 décembre 2011[26],[27]

### 9a+
- La Madone, mai 2012[28],[29]
- Kmira, juillet 2015
- La côte d'usure, première ascension, 22 septembre 2018[30]
- Biographie, Ceüse, 2020
- X Integral, Ravoire, août 2024[31],[32]

### 9a+/b
- Chilam Balam, mai 2015

### 9b
- The Dream, 16 décembre 2019[33]
- Move Hard, première répétition, Flatanger (Norvège), novembre 2023[34]
- Les Rois du Lithium, première ascension, Pic Saint Loup, avril 2024[35].

### 9b/+
- Move, deuxième ascension, Flatanger (Norvège), 17 juin 2019[36]
- La rage d'Adam, première ascension, La Ramirole 4 septembre 2019[37]
- Beyond Integral, première ascension, Pic Saint Loup, 20 octobre 2020[38],[4]
- Nordic Marathon, première ascension, Flatanger (Norvège), 25 juillet 2022 [39]
- Vivra la Vida, première ascension, Hvar (Croatie), juin 2025[40]

### 9b+
- Suprême Jumbo Love, première ascension, Clark Mountain (Californie), 1er novembre 2022[41]
- Change, troisième ascension, Flatanger (Norvège), 5 août 2022[42]
- Bibliographie, quatrième ascension, Ceüse, 3 juin 2023[43]
- Wolf Kingdom, première ascension, Pic Saint-Loup, 20 novembre 2024[44]

### 9c
- DNA, 9c, première ascension, Gorges du Verdon, 24 avril 2022 [45]

## Sponsors
- Black Diamond, Altissimo, Send Climbing, Y&Y